# 胡乔木
胡乔木（1912年6月1日—1992年9月28日），原名胡鼎新，江苏盐城人，中国共产党、中华人民共和国政治人物，原副国级领导人。1930年毕业于江苏省立扬州中学，1930年至1932年就读于清华大学物理系和历史系，1933年经上海抵达杭州，插班就读于浙江大学外语系二年级，1935年被浙江大学开除。马克思主义理论家。从1941年2月起至1969年（66年-69年养病，但未撤职），任毛泽东的秘书。曾担任中国社会科学院院长，新华社社长，中共中央书记处候补书记，中共中央政治局委员，中共中央顾问委员会常委等职。

## 生平
1912年出生于江苏省盐城市龙冈镇。1930年加入中国共产主义青年团。1932年转入中国共产党。曾任共青团北平西郊区委书记，共青团北平市委宣传部部长。参与领导北平学生和工人的抗日爱国运动。1935年后，任中国社会科学家联盟书记，中国左翼文化界总同盟书记，中共江苏省临时工委委员。
1937年后，任安吴青训班副主任，泽东青年干部学校教育长，中共中央青委委员，中国青年联合会办事处宣传部部长，同时开始使用笔名“乔木”，因在延安工作而被称为“北乔”，在香港同样使用“乔木”这一笔名的乔冠华则被称为“南乔”。1941年任毛泽东秘书，中共中央政治局秘书。
1945年参与起草了《中国共产党中央委员会关于若干历史问题的决议》。奉毛澤東指示，胡喬木代延安《解放日報》撰寫社論《評國民黨大會各文件》，着重批判「看似漂亮實質反動」的文件。
1948年后任新华通讯社社长。1949年后，历任新华社社长（1949年10月1日至10月19日），中央人民政府新闻总署署长，中共中央宣传部副部长，政务院文化教育委员会秘书长，中共中央副秘书长。参与起草了第一部《中华人民共和国宪法》（1954年）。
1956年当选為中共第八届中央委员、中央书记处候补书记。1975年后任国务院政治研究室负责人。1977年后任中国社会科学院院长、顾问、名誉院长，中共中央副秘书长、毛泽东著作编辑出版委员会办公室主任，中共中央党史研究室主任。 1978年补选为中共第十一屆中央委员。
1964年12月至次年，主导杭州西湖風景區整頓，以清理反动、封建、迷信、无价值陈设名義，促使拆除和迁移坟墓六百余座（含历史名人、革命先烈等）。
1975年，鄧小平復出，任國務院副總理職務。隨即成立“政治研究室”，避開四人幫，設在國務院，由自己直接領導。其中共有七個負責人：胡喬木、吳冷西、胡繩、熊復、于光遠、李鑫、鄧力群。龔育之稱之為鄧小平的“秀才班子”。
1980年当选为中共中央书记处书记。1982年9月当选为中共第十二届中央政治局委员。主持起草了《中国共产党中央委员会关于建国以来党的若干历史问题的决议》等重要文件。1987年当选为中共中央顾问委员会常委。曾任中共中央党史工作领导小组副组长，中共中央文献研究室主任。是第一、二、三、五届全国人大常委。
1992年9月28日在北京逝世，终年81岁。遗体于10月4日火化。逝世后，中共中央，中央顾问委员会的讣告称其“久经考验的忠诚的共产主义战士、无产阶级革命家、杰出的马克思主义理论家、政论家和社会科学家、我党思想理论文化宣传战线的卓越领导人。”是毛历任秘书中评价最高的。按照生前遗愿，10月26日将骨灰撒在延安地区。

## 身后
1994年，《回忆胡乔木》、《胡乔木文集》出版发行。
1995年12月，胡乔木生前1.4万件档案资料和4万余册图书，由其子女分别捐赠给中央档案馆、当代中国研究所和江苏盐城市。

## 家庭
- 夫人：谷羽
  - 长女：胡木英
  - 长子：胡石英
  - 次子：胡海泳

### 长子涉贪
胡耀邦担任中共中央总书记期间开展反腐败行动。1985年，胡耀邦批准对胡乔木「抄家」，带走他的长子胡石英。当时，中央办公厅趁胡乔木到中央书记处开会时，安排公安人员进驻他家，从当事人房间的床底下搜出15万人民币现金，在当时是天文数字。事隔一天，中共政治局开会，胡乔木提前来到会场，大发脾气质问：「為什麼抄我的家？為什麼逮捕我的儿子？」胡耀邦解释：「三个部门要求立案审查，我们不能干涉司法程序，等案子结论出来了再说吧」。

## 評價
曾任中宣部理論局副局長的李洪林認為胡喬木成功地阻止了中國的改革進程。第一次是1979年胡耀邦提出一個“生產目的”的討論，胡喬木要求停止討論，以免引起黨內不和。第二次是1980年，李維漢找鄧小平談封建專制主義對黨的影響，鄧小平同意李維漢的觀點，政治局也決定要反封建主義，胡喬木主張先指定幾個人研究出個方案，結果束之高閣。第三次是政治制度的改革，鄧小平的講話《党和国家领导制度的改革》，非常明確地提到政治改革。正在這時，國際上發生了波蘭工人大罷工事件，胡喬木趕緊又寫了一封信給鄧小平，說要防止波蘭事件在中國重演，要引為殷鑒，政治改革就此停止。

## 著作
- 《中国共产党的三十年》1951年出版
- 《关于人道主义和异化问题》1984年出版
- 《人比月光更美丽》1988年出版
- 《胡乔木文集》共三卷，1992年出版，分为五辑：
  - 第一卷为第一辑政治评论；
  - 第二卷包括第二辑党史，和第三辑理论和政策；
  - 第三卷包括第四辑思想文化，和第五辑随笔杂文、回忆录等
- 《胡乔木回忆毛泽东》1994-01人民出版社
- 《胡乔木谈中共党史》1999-09人民出版社
- 《胡乔木谈语言文字》1999-09人民出版社